# Plocama
Plocama är ett släkte av måreväxter. Plocama ingår i familjen måreväxter.

## Dottertaxa tillPlocama, i alfabetisk ordning[1]
- Plocama afghanica
- Plocama asperuliformis
- Plocama aucheri
- Plocama botschantzevii
- Plocama brevifolia
- Plocama bruguieri
- Plocama bucharica
- Plocama calabrica
- Plocama calcicola
- Plocama calycoptera
- Plocama crocyllis
- Plocama crucianelloides
- Plocama dubia
- Plocama eriantha
- Plocama hymenostephana
- Plocama iljinii
- Plocama inopinata
- Plocama jolana
- Plocama kandaharensis
- Plocama macrantha
- Plocama mestscherjakovii
- Plocama olivieri
- Plocama pendula
- Plocama puberula
- Plocama putorioides
- Plocama reboudiana
- Plocama rosea
- Plocama somaliensis
- Plocama szowitzii
- Plocama thymoides
- Plocama tinctoria
- Plocama trichophylla
- Plocama vassilczenkoi
- Plocama yemenensis